# 漫遊

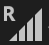
漫遊使用中的手機，在顯示訊號強度的圖示會多一個「R」

漫遊（英語：roaming）指的是使用者於原先申請的電信公司所提供服務的網路以外，在其他電信業者甚至是國外的電信業者所提供的電信網路範圍使用語音通話、數據傳輸等電信服務，以避免通訊中斷。手機設備通常要設定接受漫遊服務方能使用漫遊服務。
由於漫遊涉及到使用者認證及拆帳等問題，電信業者間需簽定漫遊協議才會允許雙方或多方的用戶可互相漫遊。通常情况下，處於漫遊状态的使用者不需要更换手机号码，但是在使用某些服务时可能会受到限制，费率也会明显提高。由于公司结构、资费政策等原因，部分运营商对于离开归属地但仍处于自家网路内的使用者也视为漫遊。

## 爭議案例
澳州男子Kim Anthony Beveridge稍早前往西班牙出公差，在巴塞隆納逗留期間遺失手機，隨後在24小時內在當地報警。手機裡面的sim卡隨後落入疑似詐騙份子手中，在遺失後短短約17.5小時內，就被盜用作轉撥數百通跨國詐騙電話和簡訊，涉及國際漫遊通話時間長達1,161小時；受話方和接收簡訊對象，大多是位於拉脫維亞。隨後Beveridge收到TeleChoice公司發出的電話費帳單，金額高達澳幣$191,453.25。Beveridge拒絕繳費，TeleChoice遂循法律途徑追討。隨後Beveridge一度表示願意支付澳幣$8,000和解金了事，但TeleChoice拒絕接受；雖然TeleChoice有調降追討金額，但仍要追討澳幣$34,945，以便抵銷該公司因該案而須支付予Telstra Wholesale公司的租線費用。雖然TeleChoice持續追討，但维多利亚州高等法院上訴庭於2017年7月14日裁定，依據服務合約內容，Beveridge不必承擔手機被盜後所產生的國際漫遊轉撥服務費用；上訴庭亦下令TeleChoice須賠償Beveridge相關訟訴開支。